# Муханов, Григорий Васильевич
Григорий Васильевич Муханов (1931—1987) — советский промышленный деятель. Лауреат Сталинской премии (1952), Герой Социалистического Труда (1981).

## Биография
Григорий Васильевич Муханов родился 3 января 1931 года в деревне Татарское (ныне — Малоярославецкий район Калужской области). С 1946 года работал на обувной фабрике «Буревестник» учеником, обтяжчиком. Без отрыва от производства окончил Московский кожевенно-обувной техникум. Являлся передовиком производства, постоянно перевыполнял норму в 2,5 раза, не снижая качества продукции. Являлся одним из зачинателей организации социалистического соревнования за снижение себестоимости продукции на каждой из производственных операций, за что вместе с закройщицей М. И. Левченко и старшим бухгалтером П. П. Завадской был удостоен Сталинской премии.
С 1954 года Муханов работал мастером, технологом цеха. В 1955—1957 годах он проходил службу в Советской Армии. Демобилизовавшись, вернулся к работе на фабрике «Буревестник», но уже вскоре перешёл на работу в объединение «Росглавобувь», заняв должность старшего инженера производственно-технического отдела. Впоследствии работал на технических должностях в подразделениях Министерства лёгкой промышленности, Московского городского Совета народного хозяйства, на фабрике «Заря свободы». В 1968 году Муханов окончил Всесоюзный заочный институт текстильной и лёгкой промышленности, после чего занял пост главного инженера фабрики «Парижская коммуна». При его активном участии эта фабрика стала передовой в обувной отрасли СССР.
С 1976 года Муханов возглавлял Московское производственное обувное объединение «Заря». Входящие в это объединение предприятия за время его работы были полностью реконструированы и технически переоснащены. У объединения появились контракты с зарубежными фирмами и своя сеть фирменных магазинов. Ассортимент продукции был обновлён, что позволило «Заре» занять лидирующие позиции в обувной отрасли. Кроме того, при его участии было построено много объектов социальной сферы. Также Муханов активно занимался рационализаторской деятельностью, им как лично, так и в соавторстве, было внедрено 8 изобретений и 19 рацпредложений. Неоднократно избирался депутатом Моссовета.
Указом Президиума Верховного Совета СССР от 18 января 1981 года за «выдающиеся производственные достижения, досрочное выполнение заданий десятой пятилетки и социалистических обязательств» Григорий Васильевич Муханов был удостоен высокого звания Героя Социалистического Труда с вручением ордена Ленина и медали «Серп и Молот».
Скончался 1 апреля 1987 года, похоронен на Кунцевском кладбище Москвы.

## Награды
Был также награждён двумя орденами Трудового Красного Знамени и рядом медалей.

## Память
В честь Муханова была названа одна из обувных фабрик, входивших в объединение «Заря».